# Departamentos ministeriales del Reino Unido
Los departamentos ministeriales del Gobierno de Reino Unido son las principales unidades por medio de las cuales se ejerce la autoridad ejecutiva en el país. Un departamento ministerial está compuesto por funcionarios públicos y es políticamente responsable por medio de un secretario de Estado o ministro. La mayoría de los departamentos ministeriales británicos está dirigido por un secretario de Estado, que tiene asiento en el gabinete, y normalmente es apoyado por un equipo de ministros subalternos.
Existen también varios departamentos no ministeriales. Estos son dirigidos por funcionarios públicos, pero están conectados a un departamento ministerial a través de cuyos ministros son responsables ante el Parlamento. Los departamentos sirven para implementar las políticas del Gobierno de Su Majestad, independientemente de la composición política del gobierno. Como consecuencia, los funcionarios de los departamentos ministeriales son generalmente obligados a adherirse a varios niveles de imparcialidad y neutralidad política.

## Tipos
Existen dos tipos de departamentos ministeriales. En el primer tipo, los departamentos ministeriales son liderados políticamente por un ministro del gobierno, normalmente un miembro del gabinete, y cubren asuntos que requieren supervisión política directa. Para la mayoría de los departamentos, el ministro del gobierno en cuestión es conocido como secretario de Estado. Él o ella generalmente es apoyado por un equipo de ministros subalternos. En un segundo tipo, la gestión administrativa de un departamento es encabezada por un funcionario público sénior, conocido como secretario permanente. Subordinados a esos departamentos ministeriales están las agencias ejecutivas. Una agencia ejecutiva tiene un alto grado de autonomía para desempeñar una función operativa y reportar a uno o más departamentos gubernamentales específicos, que definirán la financiación y la política estratégica para la agencia. Por último, pueden existir varios departamentos denominados órganos públicos no departamentales (NDPBs), conocidos coloquialmente como organizaciones no gubernamentales casi autónomas (Quangos).
Los departamentos no ministeriales generalmente cubren asuntos para los cuales la supervisión política directa es considerada innecesaria o inadecuada. Son encabezados por funcionarios. Algunos cumplen una función regulatoria o de inspección y, por lo tanto, su estatus requiera protegerlos de interferencias políticas. Algunos son encabezados por Secretarios Permanentes o Segundos Secretarios Permanentes.

## Departamentos ministeriales
| Imagen | Imagen | Nombre                                                                 | Fundación             | Líder político | Cargo                                                                       | Sede                                                                | Empleados | Coste en £       |
| ------ | ------ | ---------------------------------------------------------------------- | --------------------- | --- | --------------------------------------------------------------------------- | ------------------------------------------------------------------- | --------- | ---------------- |
|        |        | Attorney General Office (AGO)                                          | 1315                  | Procuraduría General para Inglaterra y GalesRt Hon Suella Braverman MP                                                                      | Director General Rowena Collins Rice                                        | 20 Victoria Street, Londres                                         | ????      | £600 million     |
|        |        | Cabinet Office (CO)                                                    | Diciembre de 1916     | Ministro del Gabinete Rt Hon Michael Gove MP                                                                                                | Secretario Permanente John Manzoni                                          | 70 Whitehall, London                                                | 1668      | £2,100 million   |
|        |        | Departamento de Negocios, Energía y Estrategia Industrial (BEIS)       | 14 de julio de 2016   | Secretario de Estado de Negocios, Energía y Estrategia Industrialof State sea Business, Energy and Industrial StrategyRt Hon Alok Sharma MP | Permanent Secretary Alex Chisholm                                           | 1 Victoria Street, London                                           | 3,000     | £13,800 million  |
|        |        | Departamento de Cultura, Medios de Comunicación y Deporte (DCMS)       | 3 de mayo de 1997     | Secretario de Estado de Cultura, Medios de Comunicación y Deporte Rt HonOliver Dowden CBE MP                                                | Permanent Secretary Sarah Healey                                            | 100 Parliament Street, London                                       | 900       | £1,400 million   |
|        |        | Departamento de Educación (DfE)                                        | 10 de mayo de 2010    | Secretario de Estado de la Educación,Rt Hon Gavin Williamson MP                                                                             | Permanent Secretary Jonathan Slater                                         | Sanctuary Buildings, Great Smith Street, London                     | 3,885     | £58,200 million  |
|        |        | Departamento de Medio ambiente, Alimentación y Asuntos Rurales (DEFRA) | 8 de junio de 2001    | Secretario de Estado del Medio ambiente, Alimentación y Asuntos RuraisRt Hon George Eustice MP                                              | Permanent Secretary Tamara Finkelstein                                      | Nobel House, 17 Smith Square, London                                | 3,500     | £2,200 million   |
|        |        | Departamento de Comercio Internacional (DIT)                           | 14 de julio de 2016   | Secretario de Estado del Comercio Internacional y Presidente de la Junta ComercialRt Hon Liz Truss MP                                       | Permanent Secretary Antonia Romeo                                           | 3 Whitehall Place, London                                           | ????      | ???              |
|        |        | Departamento de Transporte (DfT)                                       | 29 de mayo de 2002    | Secretario de Estado de los TransportesRt Hon Grant Shapps MP                                                                               | Permanent Secretary Bernadette Kelly CB                                     | Great Minster House, 33 Horseferry Road, London                     | 18,245    | £5,300 million   |
|        |        | Departamento de Trabajo y Pensiones (DWP)                              | 8 de junio de 2001    | Secretario de Estado del Trabajo y Pensiones Rt Hon Dr Thérèse Coffey MP                                                                    | Permanent Secretary Peter Schofield CB                                      | Caxton House, Tothill, London                                       | 84,718    | £176,300 million |
|        |        | Departamento de Salud y Asistencia Social (DHSC)                       | 25 de julio de 1988   | Secretario de Estado de la Salud y Asistencia SocialRt Hon Matt Hancock MP                                                                  | Permanent Secretary Sir Chris Wormald KCB                                   | 39 Victoria Street, London                                          | 2,160     | £116,400 million |
|        |        | Foreign, Commonwealth and Development Office (FCDO)                    | 17 de octubre de 1968 | Secretario de Estado de los Negocios Extranjeros, Comunidad y Desarrollo,Rt Hon Dominic Raab MP                                             | Permanent Secretary Sir Philip Barton KCMG OBE                              | King Charles Street, London                                         | 12,826    | £2,500 million   |
|        |        | HM Treasury (HMT)                                                      | 1126                  | Canciller del Tesoro Rt Hon Rishi Sunak MP                                                                                                  | Permanent Secretary te lo the Treasury Sir Thomas Scholar KCB               | 1 Horse Guards Road, London                                         | 1169      | £3,800 million   |
|        |        | Ministerio del Interior (Home Office, HO)                              | 2 de marzo de 1782    | Secretario de Estado del Ministerio del Interior Rt Hon Priti Patel MP                                                                      | Permanent Secretary Sir Philip Rutnam KCB                                   | 2 Marsham Street, London                                            | 27,546    | £8,900 million   |
|        |        | Ministerio de Defensa (MoD)                                            | 1 de abril de 1964    | Secretario de Estado de Defensa Rt Hon Ben Wallace MP                                                                                       | Permanent Secretary Stephen Lovegrove CB                                    | Main Building, Whitehall, London                                    | 56,860    | £46,000 million  |
|        |        | Ministerio de la Habitación, Comunidades y Gobierno Local (MHCLG)      | 6 de mayo de 2006     | Secretario de Estado de la Habitación, Comunidades y Gobierno LocalRt Hon Robert Jenrick MP                                                 | Permanent Secretary Melanie Dawes CB                                        | 2 Marsham Street, London                                            | ????      | £28,200 million  |
|        |        | Ministerio de Justicia (MoJ)                                           | 9 de mayo de 2007     | Secretario de Estado de la Justicia & Lord canciller de Gran Bretaña Rt Hon Robert Buckland QC MP                                           | Permanent Secretary & Clerk of the Crown in Chancery Sir Richard Heaton KCB | 102 Petty France, London                                            | >77,000   | £8,200 million   |
|        |        | Ministerio de Justicia (Irlanda del Norte)                             | 24 de marzo de 1972   | Secretario de Estado de Irlanda del NorteRt Hon Brandon Lewis CBE MP                                                                        | Permanent SecretarySir Jonathan Stephens KCB                                | Stormont House, Stormont Estate, Belfast1 Horse Guards Road, London | 167       | £23 million      |
|        |        | Gabinete del Abogado-General de Escocia                                | 19 de mayo de 1999    | Abogado-General de la EscóciaRt Hon The Lord Keen of Elie QC MP                                                                             | Director Neil Taylor                                                        | Victoria Quay, Edinburgh                                            | ????      | ????             |
|        |        | Oficina del Líder de la Cámara de los Comunes                          | 4 de abril de 1721    | Líder de la Cámara de los Comunes y Señor Presidente del ConselhoRt Hon Jacob Rees-Mogg MP                                                  |                                                                             | Palace of Westminster, London                                       | ????      | ????             |
|        |        | Oficina del Líder de la Cámara de los Lordes                           | 4 de abril de 1721    | Líder de la Cámara de los Lordes & Lord Privy SealRt Hon The Baroness Evans of Bowes Park MBE PC                                            |                                                                             | 1 Horseguards Road, London                                          | ????      | ????             |
|        |        | Scotland Office                                                        | 13 de junio de 2003   | Secretario de Estado de la EscóciaRt Hon Alister Jack MP                                                                                    | DirectorGillian McGregor CBE                                                | Dover House, Whitehall, London                                      | ????      | £8 million       |
|        |        | Oficina del País de Gales                                              | 1 de julio de 1999    | Secretario de Estado del País de GalesRt Hon Simon Hart MP                                                                                  | DirectorGlynne Jones                                                        | Gwydyr House, Whitehall, London                                     | 52        | £4.7 million     |
|        |        | Departamento de Garantía de Créditos de Exportación (ECGD)             | 1919                  | Secretario de Estado del Comercio Internacional & Presidente de la Junta ComercialRt Hon Liz Truss MP                                       | Chief ExecutiveLouis Taylor                                                 | 1 Horseguards Road, Whitehall, London                               | ????      | ????             |

### Departamentos no ministeriales
- Comisión de Caridad de Inglaterra y País de Gales
- Autoridad de Competencia y Mercados
- Crown Prosecution Service
- Food Standards Agency
- Comisión Forestal
- Departamento de Actuarios del Gobierno
- Departamento Jurídico del Gobierno
- Registro de Inmuebles
- Receta y alfândega
- Agencia Nacional del Crimen
- Ahorro e inversiones nacionales
- Ofsted
- Oficina de Mercados de Gas y Electricidad
- Ofqual
- Oficina de ferrocarriles y carreteras
- Oficina de Fraudes
- Suprema Corte
- Archivos Nacionales
- UK Statistics Authority
- Ofwat